# Oskar Back
Oskar Back (Wenen, 9 juni 1879 – Anderlecht, 3 januari 1963) was een Hongaars-Nederlands violist en muziekpedagoog. 

## Achtergrond
Hij was zoon van de Hongaarse musicus Ignatz Leopold Back en Hermine Feuer. In 1906 trouwde hij met Maria Anthonia Vermeer van wie hij in 1923 scheidde. In 1935 werd hij tot Nederlander genaturaliseerd. In 1959 werd hij door de toenmalige koningin Juliana benoemd tot ridder in de Orde van Oranje Nassau ter gelegenheid van zijn tachtigste verjaardag. Hij overleed op 83-jarige leeftijd na een operatie in een ziekenhuis in Anderlecht, België. Hij werd gecremeerd op Driehuis-Westerveld.

## Levensloop
Als klein jongetje kreeg hij van zijn vader vioollessen, daarna volgde hij lessen bij Jakob Grün. Na die opleiding te hebben voltooid verhuisde hij naar Brussel, waar hij les kreeg van onder anderen Eugène Ysaÿe en César Thomson. Hij gaf ook tijdelijk les aan het Conservatorium van Brussel. 
Back had ondanks zijn enorme ervaring en inmiddels enorme reputatie (zeker onder violisten) een heel groot manco: plankenkoorts. Hij ervoer het podium als een hel. Zijn leerling Theo Olof omschreef het als "een duizendmaal dood gaan" voor Oskar Back. Daarom concentreerde hij zich vooral op lesgeven. Op aanraden van cellist Marix Loevensohn vestigde hij zich in 1919 in Amsterdam. Hij werd vioolleraar aan onder meer het Amsterdams Muzieklyceum. Hij liet zich daarbij kennen als een afstandelijk figuur, die met gedrevenheid liet studeren. Daarbij vergde hij het uiterste van zijn leerlingen, maar ook van zichzelf. Back was ondanks zijn temperament ook een vaderfiguur voor zijn leerlingen.
Honderden violisten als Theo Olof, Jo Juda, Herman Krebbers, Dulci Ouwerkerk, Bouw Lemkes, Jeanne Vos, Jean Louis Stuurop, Jeannelotte Hertzberger, Rena Scholtens, Lola Mees, Davina van Wely, Emmy Verhey en Alma Moodie hebben onder zijn leiding hun vioolspel kunnen verbeteren en perfectioneren. Violiste Dulci Ouwerkerk ontving al voor de Tweede Wereldoorlog als eerste Nederlandse vrouw de koninklijke Prix d'Excellence voor viool, na haar opleiding bij Back aan het Koninklijk Conservatorium (Den Haag).
Kort na zijn 80e verjaardag moest Oskar Back het lesgeven staken.